# Neoechinorhynchus ichthyobori
Neoechinorhynchus ichthyobori är en hakmaskart som beskrevs av Saoud, El-naffar, Abu-sinna 1974. Neoechinorhynchus ichthyobori ingår i släktet Neoechinorhynchus och familjen Neoechinorhynchidae. Inga underarter finns listade i Catalogue of Life.